# Führer

Lo stendardo personale di Adolf Hitler (1934-1945)

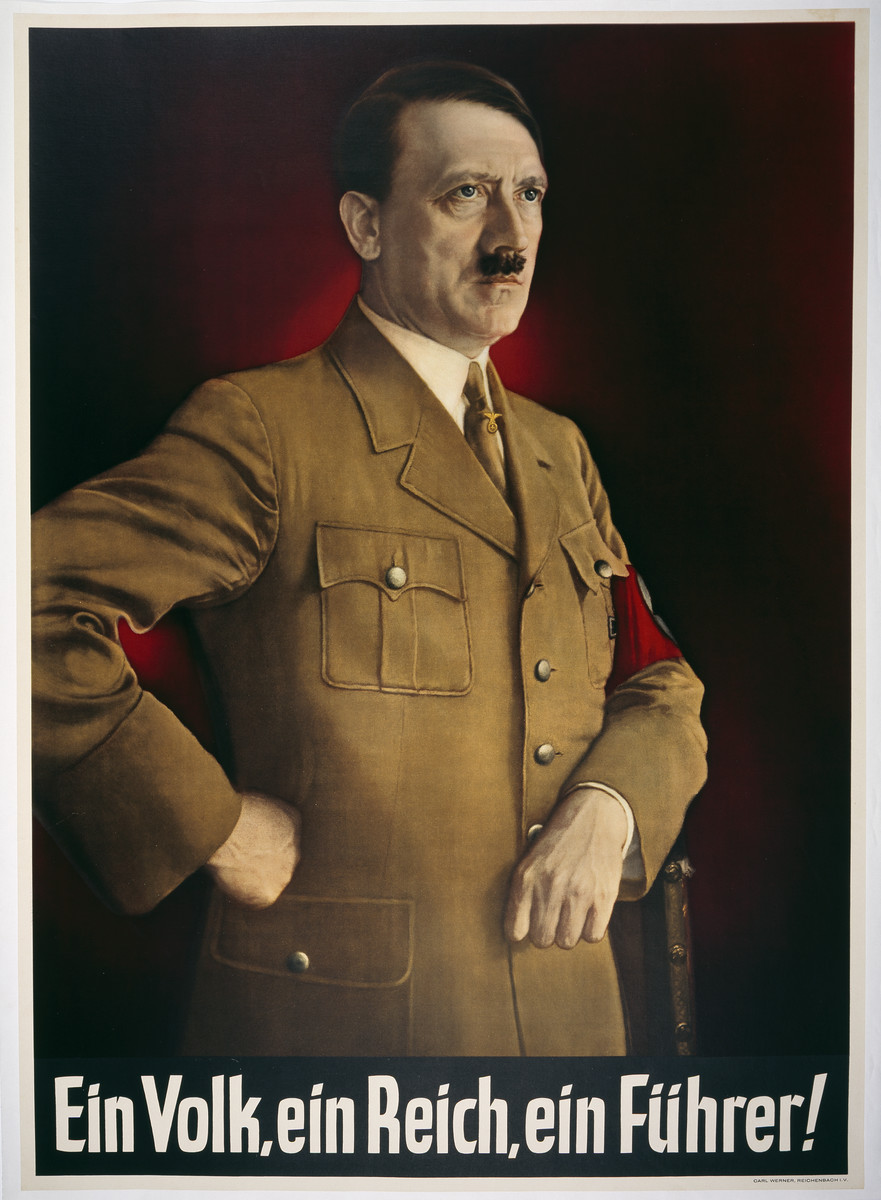
Un poster che celebra il mito del Führer (tradotto in italiano: Un popolo, uno stato, un capo!)

Führer (AFI: /ˈfyːʀɐ/ ; tedesco per "capo" o "guida") fu un titolo che Adolf Hitler assegnò a se stesso come reggente della carica di capo di stato nel 1934, a seguito della morte del presidente del Reich Paul von Hindenburg.

## Etimologia
Il termine deriva dal verbo tedesco führen, ovvero "guidare", chiara allusione al ruolo che aveva Hitler nella società tedesca dell'epoca.

## Storia
La nuova posizione, per esteso Führer und Reichskanzler (guida e cancelliere del Reich), rese formalmente Hitler capo sia di Stato sia di governo della Germania (vedi anche: Führerprinzip). Il termine traduceva di fatto l'italiano Duce utilizzato da Benito Mussolini e fu usato in lingua norvegese come Fører da Vidkun Quisling.
Hitler sviluppò un culto della personalità attorno al suo ruolo di capo e generalmente veniva chiamato semplicemente der Führer. Uno degli slogan politici più frequentemente ripetuti da Hitler era «Ein Volk, ein Reich, ein Führer» ("Un popolo, un Reich, una guida").
Nei primi decenni del primo dopoguerra il termine Führer, non ancora connotato politicamente, era radicato come il termine Kaiser per indicare gli imperatori tedeschi. Führer indicava Adolf Hitler e il Kaiser – più remoto – Guglielmo II. Oggi non è più utilizzato per indicare un capo qualsiasi; al suo posto Anführer, normalmente usato come traduzione letterale di "capo" o "leader", mentre Führer viene usato solo nelle parole composte, ad esempio Lokführer o Zugführer ("macchinista" o "capotreno"), Bergführer ("guida alpina"), Führerschein ("patente di guida"), Reiseführer ("guida turistica"), ecc.